# Lampides lacteata
Lampides lacteata är en fjärilsart som beskrevs av De Nicéville 1895. Lampides lacteata ingår i släktet Lampides och familjen juvelvingar. Inga underarter finns listade i Catalogue of Life.